# Albert von Schlippenbach

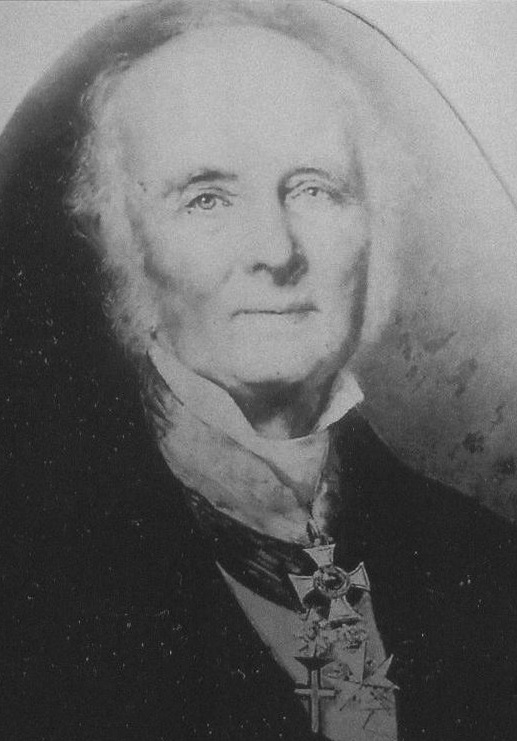
Albert von Schlippenbach

Graf Albert Ernst Ludwig Karl von Schlippenbach (* 26. Dezember 1800 in Prenzlau; † 26. Dezember 1886 in Arendsee), auch Albrecht war ein deutsch-baltischer Dichter des 19. Jahrhunderts.

## Leben
Schlippenbach entstammte einem Familienzweig, der – bereits 1686 über Schweden aus dem Baltikum zurückkommend – im selben Jahr mit Großgrundbesitz rund um Schönermark in Brandenburg sesshaft geworden war. Als vierter Sohn war er das sechste Kind von achtzehn Kindern des preußischen Kammerherrn Carl Friedrich Wilhelm Graf von Schlippenbach auf Schönermark und Arendsee. Seine jüngere Schwester Agnes (1812–1857) heiratete den mecklenburgischen Gutsbesitzer, Pferdezüchter, Herrenreiter und Rennstallbesitzer Friedrich Graf von Hahn. Er besuchte das Friedrich-Werdersche Gymnasium in Berlin und begann 1819 das Studium der Rechtswissenschaften an der Georg-August-Universität Göttingen, wo er Mitglied der Curonia Goettingensis wurde. Neben seinen Studien genoss er das Studentenleben und begann auch zu dichten. In dieser Zeit entstanden die Liedtexte Ein Heller und ein Batzen, die waren beide mein, vertont von Franz Theodor Kugler, und Nun leb' wohl, du kleine Gasse, ebenfalls als Studentenlied vertont von Friedrich Silcher. Beide sind heute noch Bestandteil des Kommersbuches.
Sein Jurastudium beendete er an der Friedrich-Wilhelms-Universität zu Berlin, wo er sich mit Karl August Varnhagen von Ense und Adelbert von Chamisso befreundete. Die Referendarzeit und eine erste Tätigkeit in Berlin musste Schlippenbach beenden, nachdem 1830 sein Vater gestorben war. Als Erblasser hatte er verfügt, dass der überschuldete Gutsbetrieb um Schönermark unter seinen sieben Söhnen zu verlosen und nach erfolgter Sanierung in ein Erbgut nach Ältestenrecht umzuwandeln sei. Das auf Albert gefallene (schwere) Los bestimmte fortan sein Leben. 1848 konnte die gewünschte Stiftung des Majorats nach erheblichen Anstrengungen und begünstigt von einer guten Konjunkturphase der Landwirtschaft durchgeführt werden. Daneben fand er immer wieder Gelegenheit zu Lieddichtungen und veröffentlichte sie im Jahr 1883.
Das unter ihm erbaute Herrenhaus in Arendsee wurde von Friedrich August Stüler entworfen. Den dazugehörigen Landschaftspark hatte Peter Joseph Lenné geplant. Nach dem Generaladressbuch der Rittergutsbesitzer für das Königreich Preußen von 1879 gehörten zum Schlippenbachschen Gutskomplex mehrere Rittergüter, Arendsee weist 1311 ha aus, Schönermarck rund 610 ha, Raakow hatte 422 ha, Wilhelmshof 692 ha und hinzu noch Wittstock 641 ha. Mit Gut Ferdinandshorst, 450 ha, war auch ein nicht kreistagsfähiges Gut Teil dieser Gutsherrschaft.
Verheiratet war Schlippenbach seit 1838 mit Emma von Scheel-Plessen. Das Besitztum seiner Güter erbte der Neffe Generalleutnant zur Disposition Karl Friedrich Wilhelm Albert Alexander Graf Schlippenbach als Nutznießer, verheiratet mit Marie Freiin von Lefort.
Albert von Schlippenbach war kirchlich dem konfessionellen Luthertum innerhalb der altpreußischen Union zugetan und unterschrieb im September 1849 bei Gründung des Lutherischen Zentralvereins den „Zuruf der lutherischen Vereine an die evangelisch-lutherischen Gemeinden in Preußen“. Der gläubige Christ war Kammerherr und lange aktiv im Johanniterorden, bereits seit 1855 als Rechtsritter.